# Hypnum uncinulatum
Hypnum uncinulatum är en bladmossart som beskrevs av Juratzka 1866. Hypnum uncinulatum ingår i släktet flätmossor, och familjen Hypnaceae. Inga underarter finns listade i Catalogue of Life.